# Bourguignons (Aube)
Bourguignons ist eine französische Gemeinde mit 252 Einwohnern (Stand: 1. Januar 2022) im Département Aube in der Region Grand Est (vor 2016 Champagne-Ardenne). Sie gehört zum Kanton Bar-sur-Seine im Arrondissement Troyes. Die Einwohner werden Berguignons genannt.

## Geographie
Bourguignons liegt etwa 25 Kilometer südöstlich von Troyes an der Seine.
Nachbargemeinden sind Marolles-lès-Bailly und Fralignes im Norden, Magnant im Nordosten, Bar-sur-Seine im Süden und Osten, Jully-sur-Sarce im Südwesten, Virey-sous-Bar im Westen sowie Courtenot im Westen und Nordwesten.

## Bevölkerungsentwicklung
| Jahr                      | 1962 | 1968 | 1975 | 1982 | 1990 | 1999 | 2006 | 2011 | 2016 |
| ------------------------- | ---- | ---- | ---- | ---- | ---- | ---- | ---- | ---- | ---- |
| Einwohner                 | 233  | 256  | 219  | 220  | 261  | 280  | 282  | 273  | 291  |
| Quelle: Cassini und INSEE |      |      |      |      |      |      |      |      |      |

## Sehenswürdigkeiten
- Kirche Saint-Vallier aus dem 16. Jahrhundert, seit 1926 Monument historique
- Mahnmal für die Getöteten der Résistance

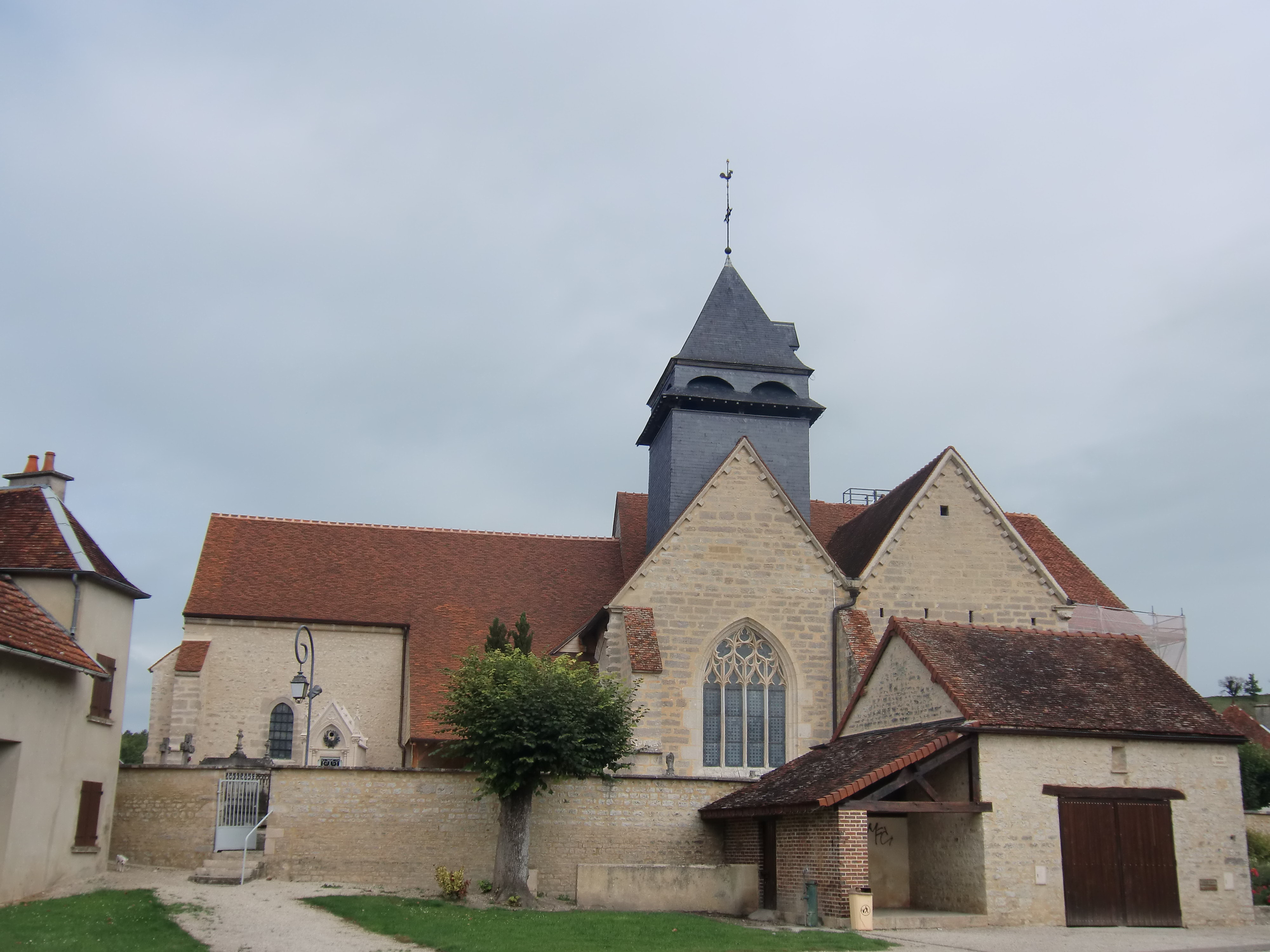
Kirche Saint-Vallier

## Persönlichkeiten
- Jean Garnier (um 1544–1607), Bischof von Montpellier (1602–1607)